# سیارک ۲۷۳۴۳
سیارک ۲۷۳۴۳ (به انگلیسی: 27343 Deannashea، نامگذاری:2000CT102)۲۷۳۴۳مین سیارک کشف شده‌است که در ۰۲ فوریه ۲۰۰۰ کشف شد.